# Техов, Баграт Виссарионович
Баграт Виссарионович Техов (осет. Тъехты Баграт Виссарионы фырт; 1 октября 1930, Кере — 3 ноября 2017) — советский и российский осетинский археолог, кавказовед и общественный деятель, доктор исторических наук, профессор Юго-Осетинского государственного университета, директор Юго-Осетинского научно-исследовательского института (1978—1994) и Центра скифо-аланских исследований имени В. И. Абаева (2006—2014). Первый профессиональный археолог среди осетин, специалист по кобанской культуре, исследователь Тлийского могильника.

## Биография
Родился 1 октября 1930 года в селе Земокере (Уаллаг Чере) Цхинвальского района Юго-Осетинской автономной области в семье крестьянина. Учился в местной семилетней школе и в Ксуисской средней школе. После окончания 8 классов продолжил учёбу в соседней школе на грузинском языке.
В 1952 году с отличием окончил факультет осетинской филологии Сталинирского государственного педагогического института (сейчас Юго-Осетинский государственный университет), после чего год преподавал в школе в родном селе.
В 1953—1956 годах проходил аспирантуру Института истории, археологии и этнографии АН ГССР по специальности «археология» под руководством А. Н. Каландадзе. В 1958 году защитил диссертацию «Позднебронзовая культура Лиахвского бассейна» и получил учёную степень кандидата исторических наук.
C 1959 года работал в Юго-Осетинском научно-исследовательском институте (ЮОНИИ), занимал должности от младшего научного сотрудника до заведующего отделом археологии. В 1978—1994 годах являлся директором ЮОНИИ.
В 1974 году защитил диссертацию «Центральный Кавказ в XVI—X веках до нашей эры» и получил учёную степень доктора исторических наук. Являлся профессором кафедры истории Юго-Осетинского государственного педагогического института.
Состоял депутатом Верховного совета Грузинской ССР и заместителем председателя ВС ГССР. Избирался в состав Цхинвальского городского совета депутатов.
В 1991 году вывез от грузино-южноосетинской войны южноосетинские археологические экспонаты и до 2015 года являлся их хранителем в Национальном музее Северной Осетии. В 1998—2001 годах являлся ведущим научным сотрудником Института истории и археологии при Северо-Осетинском государственном университете (СОГУ). В 2001—2017 годах работал в Центре скифо-аланских исследований имени (ЦСАИ) В. И. Абаева Владикавказского научного центра РАН и РСА-О, в 2006—2014 годах являлся (и. о.) директора ЦСАИ.
Умер 3 ноября 2017 года.

## Научная деятельность
Область научной деятельности — памятники эпохи поздней бронзы и раннего железа Центрального Кавказа, в особенности кобанская культура. Показал генетическое родство племён — создателей кобанской культуры на северном и южном склонах Главного Кавказского хребта. Написал около 150 научных публикаций, в том числе 17 монографий.
Первый профессиональный археолог среди осетин и первый осетин, получивший учёную степень доктора наук по специальности «археология». Около 30 сезонов занимался полевыми раскопками. Проводил раскопки погребений Тлийского могильника (около 500 погребений) и Стырфазского могильника (около 30 комплексов), раскопки в Ожора, Мечхуме, Едыс, Гушаре, Осприси, Жинвали, Зарамаге и других местах.
Являлся главным редактором владикавказского научного журнала «Nartamongæ» (совместно с французским лингвистом Франсуа Корнийо).
Под руководством Техова было защищено несколько кандидатских и докторских диссертаций, среди его учеников — Р. Г. Дзаттиаты, А. Х. Сланов и Р. Х. Гаглойти. Состоял членом специализированного совета по защите докторских диссертаций при СОГУ.

## Награды
- Заслуженный деятель науки Республики Южная Осетия[6]
- Орден Дружбы[2].